# Abadía de Nuestra Señora del Lago
La Abadía de Nuestra Señora del Lago (en francés: Abbaye Notre-Dame du Lac) conocida como la Abadía de Oka (fr. Abbaye Cistercienne d'Oka), fue un monasterio cisterciense trapense situado en Oka, Quebec al este de Canadá. El edificio principal del monasterio es de piedra gris y va acompañado de una docena de dependencias, todas las cuales están situadas en una propiedad de 270 hectáreas. 
A raíz de la incautación de la Orden Cisterciense Abbaye de Bellefontaine en Bégrolles-en-Mauges, Maine-et-Loire, Francia por parte del ejército de la Tercera República francesa, en noviembre de 1880 los trapenses miembros de la Orden que vivían en la Abadía fueron expulsados de ese país. Después de recibir una invitación por parte del Padre Victor Rousselot del Gran Seminario de la Orden Sulpicio en Montreal, Canadá, ocho monjes trapenses emigraron a Quebec en abril de 1881 al establecer una nueva base.
En su apogeo, el monasterio albergó más de 200 monjes, pero a principios del siglo 21 sólo 28 hermanos (la mitad de ellos mayores de 70) se mantuvieron. En la actualidad, la abadía ya no es un monasterio activo, habiendo sido donado como un centro sin fines de lucro para preservar el patrimonio del lugar.
Los trapenses han construido un nuevo monasterio. Ellos han cambiado su nombre por el de Val Notre-Dame.